# Avitta rufifrons
Avitta rufifrons är en fjärilsart som beskrevs av Moore 1887. Avitta rufifrons ingår i släktet Avitta och familjen nattflyn. Inga underarter finns listade i Catalogue of Life.